# Lemula viridipennis
Lemula viridipennis là một loài bọ cánh cứng trong họ Cerambycidae.